# Karl Friedrich Neumann
Karl Friedrich Neumann (Reichmannsdorf, 1793. december 28. – Berlin, 1870. március 17.) német orientalista nyelvész.

## Életútja
Zsidó szülők gyermeke. Heidelbergben és Münchenben tanult, ahol az evangélikus hitre tért át. 1822–25-ben tanár volt a speyeri gimnáziumban. Velencében a Szent Lázár-kolostor szerzeteseitől megtanulta az örmény nyelvet. 1828-ban Párizsba, 1829-ben Londonba költözött. Ugyanezen évben Kínába utazott, ahol egy 12 000 kötetre rúgó kínai könyvtárt gyűjtött össze. Ez a tudomány minden szakával ellátott gyűjtemény később Münchenbe került. A berlini könyvtárnak is vett 2400 kötet kínai művet. Visszatérése után 1831-ben tanári széket kapott Münchenben. 1852-ben politikai okokból nyugalmazták. Fordított örményből és kínaiból.

## Művei
- Geschichte der armenischen Litteratur (Lipcse, 1831)
- Die Völker des südlichen Russland (a francia Institut de France által jutalmazott pályamunka, uo. 1847. 2. kiad. 1855)
- Geschichte des englisch-chinesischen Krieges (uo. 1846, 2. kiad. 1855)
- Geschichte der Afghanen (uo. 1846)
- Geschichte des englischen Reichs in Asien (uo. 1857, 2 kötet)
- Ostasiatische Geschichte 1840-60 (uo. 1861)
- Geschichte des chinesichen Reichs (Stuttgart, 1847)

### Magyarul
- Az örmény nemzet irodalomtörténetének kísérlete; a mechitaristák művei után írta Neumann Károly Frigyes, ford., átdolg. Avéd Jakab; Bartalits Ny., Pest, 1869
- Farkas József: Kelet ősköltészete. Jolowicz H., Neumann K. F. és más kútfők után; Első Magyar Egyesületi Ny., Bp., 1878
- Az örmény nemzet irodalomtörténetének kísérlete, a mecharisták művei után. Fordította és átdolgozta Aved Jákó (Gyulafehérvár, 1883)